# Colpo di Stato in Brasile del 1964
Il Colpo di Stato in Brasile del 1964 fu una sollevazione condotta dalle forze armate brasiliane contro il presidente del Brasile João Goulart. Il golpe, svoltosi tra il 31 marzo e il primo aprile del 1964, si concluse con la deposizione di Goulart e pose fine alla cosiddetta Quarta Repubblica brasiliana (1946-1964), inaugurando la fase della storia politica brasiliana nota come dittatura militare brasiliana o Quinta Repubblica brasiliana (1964–1985). Alla ribellione militare seguì la dichiarazione formale di decadenza del presidente Goulart, decretata dal Congresso Nazionale il 2 aprile 1964. Parallelamente venne istituita una giunta militare, il Comando Supremo da Revolução, composta da Artur da Costa e Silva, Augusto Hamann Rademaker Grünewald e Francisco de Assis Correia de Melo. Il ruolo di presidente della Repubblica venne assunto provvisoriamente dal presidente della Camera dei Deputati, Ranieri Mazzilli, sino alla nomina da parte del Congresso del generale Humberto de Alencar Castelo Branco, una delle figure chiave del golpe. Goulart scelse la via dell'esilio, abbandonando il Paese il 4 aprile del 1964. 

## Antefatti
Eletto democraticamente vice presidente nel 1960, Goulart aveva assunto la carica di presidente in seguito alla rinuncia del suo predecessore, Jânio Quadros, avvenuta nel 1961. Nello stesso anno si ebbe una campagna di mobilitazione civile e militare a sostegno di Goulart, nota come Campanha da Legalidade, che stroncò sul nascere un tentativo di golpe militare da parte di forze anticomuniste, ostili a una presidenza Goulart. Durante il governo Goulart la crisi economica e i conflitti sociali si acuirono. Si manifestarono diversi movimenti di protesta, animati da forze politiche di sinistra come studenti, lavoratori e sotto ufficiali delle forze armate, che chiedevano riforme strutturali in ambito economico, sociale e politico. Contemporaneamente Goulart era percepito in maniera profondamente negativa dalle classi medie urbane, dai gradi superiori delle forze armate, come anche dalla Chiesa cattolica e da gran parte della stampa. Il presidente era infatti visto come una minaccia all'ordine costituito e apertamente filo comunista. Nel corso del suo mandato si ebbero diversi tentativi di destabilizzare il governo e di destituirlo. Anche sul fronte della politica estera, i rapporti con gli Stati Uniti subirono un sostanziale deterioramento, che condussero il governo americano ad appoggiare le forze di opposizione. Nel corso del suo mandato Goulart perse l'appoggio delle forze centriste, non riuscendo a far approvare diverse riforme proposte al Congresso. Nel periodo finale del suo governo si appoggiò in misura sempre maggiore ai movimenti riformisti extraparlamentari per esercitare pressione e superare le resistenze degli organi legislativi, propiziando in tal modo la crisi politica che si sarebbe manifestata nel marzo del 1964. 

## Svolgimento e conseguenze
La ribellione si manifestò il 31 marzo nello Stato di Minas Gerais, seguendo un piano concertato che vide la partecipazione di diverse componenti delle forze armate e di alcuni governatori statali. Militari legittimisti e ribelli si prepararono allo scontro militare. Le forze armate rimaste fedeli al governo erano inizialmente maggioritarie, tuttavia gradualmente si ebbero diverse adesioni al golpe che ribaltarono la situazione a svantaggio di Goulart. Quest'ultimo si spostò da Rio de Janeiro a Brasilia, per poi giungere a Porto Alegre e infine abbandonare il Paese ottenendo asilo in Uruguay il 4 aprile. I golpisti controllavano la maggior parte del Paese già sul finire del primo aprile, e il Rio Grande do Sul il 2. Il Congresso dichiarò vacante la posizione di presidente della Repubblica nello stesso giorno. Iniziative estemporanee per difendere il governo democraticamente eletto, come ad esempio la proclamazione di uno sciopero generale, si rivelarono inadeguate. Mentre una parte della società civile salutava positivamente la rivolta, altri segmenti della popolazione furono oggetto di misure repressive. La classe politica brasiliana si attendeva un rapido ritorno a un governo civile, ma negli anni successivi si ebbe un consolidamento del regime militare, caratterizzato da un'impronta autoritaria, nazionalista e in politica estera allineata con gli Stati Uniti.

## Valutazioni
Diversi storici hanno interpretato il golpe del 1964 come l'evento culminante di una serie di crisi politiche che avevano caratterizzato la cosiddetta Repubblica Populista o Quarta Repubblica brasiliana, suggerendo parallelismi con episodi analoghi e sempre caratterizzati dal ruolo dominante delle forze armate, manifestatisi nel 1954, 1955 e 1961. Nel contesto internazionale, il golpe si inquadra nello scenario della guerra fredda in America Latina, presentando analogie con eventi verificatisi nello stesso periodo in altri Paesi della regione.